# One Laptop per Child
One Laptop per Child (en bärbar dator per barn), OLPC, är ett projekt med syfte att utveckla en billig dator för spridning till skolbarn i fattiga länder.
Projektet drivs av en organisation, som grundats av forskare vid MIT Media Lab. Organisationen har fått ekonomiskt stöd av Google, News Corp, AMD, Red Hat och BrightStar.
Inom projektet utvecklades laptop-datorn XO med operativsystemet Linux.

## $100 Laptop

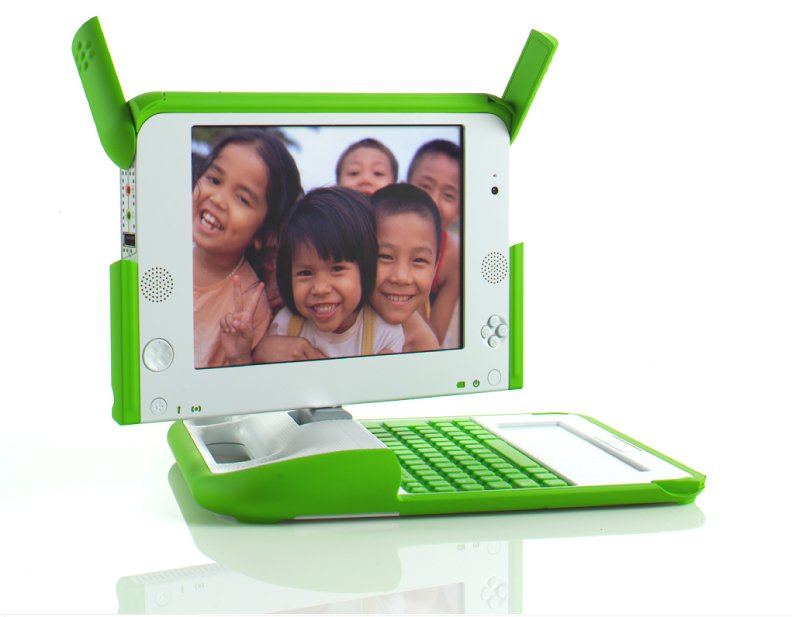
OLPC XO-1 ($100 Laptop), prototypbild. Datorn presenterades 16 november 2005 av projektets grundare Nicholas Negroponte och FN:s dåvarande generalsekreterare Kofi Annan vid konferensen World Summit on the Information Society i Tunis.

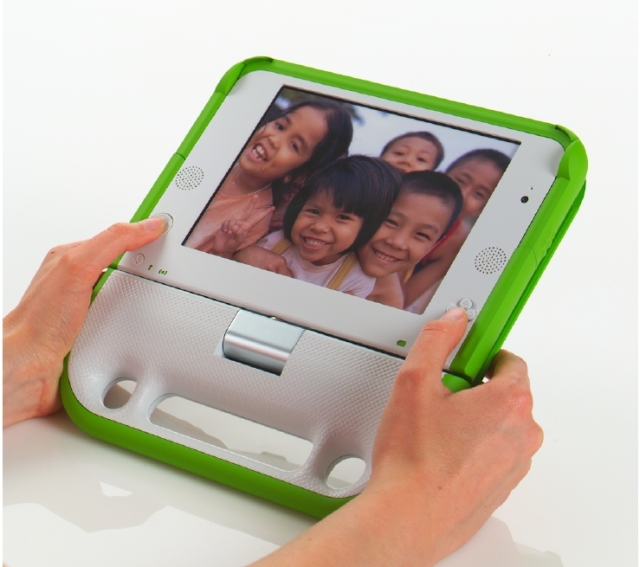
Datorn OLPC XO-1 i "e-bookläge".

Datorerna använder operativsystemet GNU/Linux, har en speciell 7,5-tums LCD-bildskärm som både har ett lågupplöst färgläge samt ett högupplöst svartvitt läge, fyra USB-portar, en AMD-processor i 366 MHz, 128 MiB DRAM och 512 MiB flashminne (i stället för hårddisk). Priset för att sätta ihop dessa datorer var målsatt att ligga på cirka 100 amerikanska dollar, men kommer i första produktionsskedet inte klara det målet utan kommer att kosta uppemot 30 dollar mer.
Datorerna säljs inte direkt till barnen utan via offentliga eller andra institutioner som distribuerar datorerna via utbildningssystemen till barnen. 

## Tekniska uppgifter för ursprunglig dator
- Processor: AMD (433 MHz)
- RAM: 256 MB
- Hårddisk: 1024 MB (flashminne)
- Skärm: SVGA 7,5"
- Operativsystem: Specialversion av GNU/Linux (RedHat)
- Övrigt: WiFi och USB